# New Sensation
「New Sensation」（ニュー・センセイション）は、水樹奈々の7枚目のシングル。2003年4月23日にキングレコードから発売された。

## 解説
- プロデューサーの三嶋章夫は「New Sensation」について「水樹の持つ“人々を勇気付けて元気にする”というアーティスト性を開花させた応援歌の代表的な存在」と語っている[1]。なお表題曲『New Sensation』はPVが制作されており、DVD『NANA CLIPS 2』に収録されている。
- 本作から、ギターソロで北島健二が参加する。北島はその後も、水樹の楽曲やライブを支えることになる。
- バックコーラスは、矢吹俊郎がかつてプロデュースをした奥井雅美が参加している。
- 本作は、菅公学生服株式会社（旧尾崎商事）の2003年度CMソング（企業CM)として使用された。「制服を着ている時間は短い」、多感な時期を制服とともに過ごす学生を応援したいというCMのメッセージに合わせて、全国CM版では2番のサビが、東京、愛知、大阪の3都市で放送された地域限定版では1番のサビが使用されている。

## 収録曲
1. New Sensation [4:32]
作詞・作曲・編曲：矢吹俊郎
  - 尾崎商事『カンコー学生服　学生工学　Do you like you? 編』CMソング
2. リプレイマシン -custom- [4:56]
作詞・作曲：志倉千代丸、編曲：大平勉・磯江俊道
  - PlayStation 2ゲーム『想い出にかわる君 〜Memories Off〜』オープニングテーマ（新録音）
3. HONEY FLOWER [3:53]
作詞：佐藤麗・古澤尚子、作曲：本間昭光、編曲：本間昭光・大平勉
4. New Sensation （off vocal version）
5. リプレイマシン-custom- （off vocal version）
6. HONEY FLOWER （off vocal version）

## 収録作品
| 曲名                    | 収録作品名                                          | 作品種類 | 発売日         | 備考                  |
| ----------------------- | --------------------------------------------------- | -------- | -------------- | --------------------- |
| New Sensation           | DREAM SKIPPER                                       | アルバム | 2003年11月27日 | 3rdオリジナルアルバム |
| New Sensation           | THE MUSEUM                                          | アルバム | 2007年2月7日   | ベスト・アルバム      |
| New Sensation           | NANA MIZUKI LIVE SKIPPER COUNTDOWN THE DVD and more | DVD      | 2004年3月3日   | 2ndライブ・ビデオ     |
| New Sensation           | NANA MIZUKI LIVE RAINBOW at BUDOUKAN                | DVD      | 2005年4月6日   | 3rdライブ・ビデオ     |
| New Sensation           | NANA MIZUKI LIVEDOM-BIRTH- AT BUDOKAN               | DVD      | 2006年6月21日  | 4thライブ・ビデオ     |
| New Sensation           | NANA MIZUKI LIVE MUSEUM×UNIVERSE                    | DVD      | 2007年6月6日   | 5thライブ・ビデオ     |
| New Sensation           | NANA MIZUKI LIVE FIGHTER -BLUE SIDE-                | DVD      | 2008年12月25日 | 7thライブ・ビデオ     |
| New Sensation           | NANA MIZUKI LIVE GAMES×ACADEMY-BLUE-                | DVD      | 2010年12月22日 | 7thライブ・ビデオ     |
| New Sensation           | NANA MIZUKI LIVE CASTLE×JOURNEY -QUEEN-             | DVD      | 2012年5月2日   | 11thライブ・ビデオ    |
| New Sensation           | NANA CLIPS 2                                        | DVD      | 2004年7月7日   | 2ndPV集               |
| リプレイマシン -custom- | NANA MIZUKI LIVE MUSEUM×UNIVERSE                    | DVD      | 2007年6月6日   | 5thライブビデオ       |
| リプレイマシン -custom- | NANA MIZUKI LIVE GAMES×ACADEMY-RED-                 | DVD      | 2010年12月22日 | 7thライブ・ビデオ     |
| リプレイマシン -custom- | NANA MIZUKI LIVE GRACE -OPUS II-×UNION              | DVD      | 2013年5月1日   | 12thライブ・ビデオ    |
| HONEY FLOWER            | Nana Mizuki LIVE SKIPPER COUNTDOWN THE DVD and more | DVD      | 2004年3月3日   | 2ndライブ・ビデオ     |